# Torsten Spanneberg
Torsten Spanneberg (Halle, Alemania, 13 de abril de 1975) es un nadador alemán especializado en pruebas de estilo libre, donde consiguió ser medallista de bronce olímpico en 2000 en los 4 x 100 metros estilos.

## Carrera deportiva
En los Juegos Olímpicos de Sídney 2000 ganó la medalla de bronce en los relevos de 4 x 100 metros estilos (nadando el largo de estilo libre), con un tiempo de 3:35.88 segundos que fue récord europeo, tras Estados Unidos y Australia.